# Лежнево (Антроповский район)
Лежнево — село в Антроповском муниципальном районе Костромской области. Входит в состав Котельниковского сельского поселения

## География
Находится в центральной части Костромской области на расстоянии приблизительно 41 км на юг-юго-запад по прямой от поселка Антропово, административного центра района.

## История
Деревянная церковь здесь была известна с 1629 года. Каменная Успенская церковь с колокольней построена в 1818 году. В XIX — начале XX века село относилось к Макарьевскому уезду Костромской губернии. В 1870 году здесь было учтено 5 дворов, в 1907 году — 4.

## Население
Постоянное население составляло 35 (1897), 17 (1907), 20 в 2002 году (русские 95 %), 11 в 2022.